# 歩兵第42連隊
歩兵第42連隊（ほへいだい42れんたい、歩兵第四十二聯隊）は、大日本帝国陸軍の連隊のひとつ。日清戦争後の1896年（明治29年）に広島で編成、編成後衛戍地を山口に移す。1898年（明治31年）3月24日軍旗授与。所属師団は第5師団。太平洋戦争時の通称号は「鯉5175」。 
秋吉台で演習を行っていた。

## 沿革
第5師団に属し、北清事変・日露戦争・シベリア出兵に参戦する。
1937年（昭和12年）に日中戦争が勃発すると、所属の第5師団は7月27日に支那駐屯軍隷下となり華北に出動、チャハル作戦・太原攻略戦に参戦し、更に華南に転じ広東攻略戦では広州の南の虎門に上陸し占領した。1940年（昭和15年）9月には北部仏印進駐、同年11月仏印ハノイに進出する。その後内地に戻り佐世保での上陸訓練の後、昭和16年（1941年）11月に海南島に集結、12月8日の太平洋戦争開戦と同時にタイ領のバタニに上陸しマレー攻略戦に参戦した。続いてシンガポール攻略戦に参戦、第5師団の中核部隊として攻略に寄与した。
攻略後はマレー半島の警備に従事、1945年（昭和20年）アルー諸島に集結中に終戦を迎える。

## 主な出来事
- 1914年（大正3年）7月15日 - 特命検閲で演習中に熱射病となる者多数。死者7人、重症者数十人[1]。

## 歴代連隊長
| 代 | 氏名       | 在任期間                | 備考               |
| -- | ---------- | ----------------------- | ------------------ |
| 1  | 水野勝毅   | 1896.9.25 - 12.28       |                    |
| 2  | 南部辰丙   | 1896.12.28 - 1897.10.11 | 中佐               |
| 3  | 渡辺章     | 1897.10.11 - 1901.4.8   |                    |
| 4  | 粟屋幹     | 1901.4.8 - 1902.5.13    |                    |
| 5  | 本郷房太郎 | 1902.5.15 - 1904.9.17   | 中佐、1902.11.大佐 |
| 6  | 堀江不可止 | 1904.10. -              | 中佐               |
| 7  | 曽我鏡之助 | 1906.2.14 - 1910.5.14   | 中佐、大佐昇進     |
| 8  | 栗田直八郎 | 1910.5.14 - 11.30       |                    |
| 9  | 三原三郎   | 1910.11.30 - 1915.10.4  |                    |
| 10 | 鵜飼素行   | 1915.10.4 - 1916.11.15  |                    |
| 11 | 松井兵三郎 | 1916.11.15 -            |                    |
| 12 | 石川忠治   | 1918.6.1 -              |                    |
| 13 | 永野為孝   | 1922.8.15 - 1923.8.6    |                    |
| 14 | 原田貞吉   | 1923.8.6 - 1925.5.1     |                    |
| 15 | 川瀬亨一   | 1925.5.11 -             |                    |
| 16 | 嘉村達次郎 | 1928.3.8 -              |                    |
| 17 | 山口正凞   | 1930.8.1 -              |                    |
| 18 | 赤松寅七   | 1932.4.11 -             |                    |
| 19 | 国崎登     | 1934.3.5 -              |                    |
| 20 | 天谷直次郎 | 1935.3.15 -             |                    |
| 21 | 大場四平   | 1937.8.2 -              |                    |
| 22 | 坂田元一   | 1938.7.15 -             |                    |
| 23 | 安藤忠雄   | 1940.12.1 -             |                    |
| 24 | 西原修三   | 1942.4.1 -              |                    |
| 末 | 吉川章     | 1944.3.1 -              |                    |